# Glossosoma anaktana
Glossosoma anaktana är en nattsländeart som beskrevs av Malicky 1995. Glossosoma anaktana ingår i släktet Glossosoma och familjen stenhusnattsländor. Inga underarter finns listade i Catalogue of Life.